# Franciszek Hernas
Franciszek Hernas (ur. 1 grudnia 1922 w Białej, zm. ?) – polski działacz partyjny i państwowy, podsekretarz stanu w Ministerstwie Przemysłu Lekkiego (1977–1981).

## Życiorys
Syn Józefa i Rozalii. Ukończył magisterskie studia inżynierskie. Od kwietnia 1944 działał w Polskiej Partii Robotniczej, w 1948 przekształconej w Polską Zjednoczoną Partię Robotniczą. W 1975 został członkiem Komitetu Wojewódzkiego PZPR w Bielsku-Białej oraz jego egzekutywy. Był dyrektorem Zjednoczenia Przemysłu Wełnianego „Południe” w Bielsku-Białej. Od września 1977 do września 1981 był podsekretarzem stanu w Ministerstwie Przemysłu Lekkiego.

## Odznaczenia i wyróżnienia
W 1956 odznaczony Złotym Krzyżem Zasługi za zasługi w pracy zawodowej w dziedzinie przemysłu lekkiego. W 1974 wyróżniony Złotą Odznaką Stowarzyszenia Włókienników Polskich (oddziału w Bielsku-Białej).